# الصحراء الليبية
الصحراء الليبية هي صحراء تقع في شمال أفريقيا، حيث تشمل الصحاري الموجودة في شرق ووسط ليبيا وغرب مصر وشمال غرب السودان. تمتد على مساحة تقدر بنحو 1,100,000 كيلومتر مربع، حيث تمتد بمقدار 1000 كيلومتر من الشمال إلى الجنوب، و1100 كيلومتر من الشرق إلى الغرب. ويطلق على الجزء الواقع داخل حدود مصر اسم "الصحراء الغربية".
بشكل عام، فإن الصحراء الكبرى غير مسكونة، وتتكون من سهل صخري كبير يُعرف بـ"الحمادة"، بالإضافة إلى منطقة تُعرف بـ"بحر الرمال العظيم". تحتوي الصحراء على ثمانية منخفضات رئيسية، من بينها منخفض القطارة، كما تضم العديد من الواحات، مثل واحة سيوة، وواحة الداخلة، وواحة الخارجة في مصر، وواحة الجغبوب، وواحة الجفرة، وواحة الكفرة في ليبيا. ترتبط مياه هذه الواحات الجوفية بنفس المجرى الذي يغذي واحة سيوة المصرية، والذي يتغذى من واحة الفيوم في مصر، التي تعتمد على نهر النيل.
توجد في الصحراء مجموعة من الجبال، مثل جبال أكاكوس والعوينات الشرقية، بالإضافة إلى مناطق صحراوية مثل أدهان أوباري وأدهان مرزق، وأراضٍ صخرية مثل الحمادة الحمراء، ومناطق بركانية خامدة مثل واو الناموس والهروج السوداء.
على الرغم من أن الصحراء كانت ممراً لتجارة القوافل بين شمال أفريقيا والصحراء الكبرى، فقد استُكشفت بواسطة عدد من المستكشفين على مر العصور، بما في ذلك ابن بطوطة في مؤلفاته. في العصر الحديث، يعتبر أحمد حسنين باشا، رئيس الديوان الملكي للملك فاروق الأول، من أبرز مكتشفيها، حيث اكتشف جبل العوينات في عام 1924، ودوّن رحلاته في كتابه الشهير "الواحة المفقودة". كما يُعتبر الألماني فريدريك جيرهارد روهلفس من المستكشفين المعروفين في هذه المنطقة.
تحتوي الصحراء على بعض الحيوانات البرية المعرضة للانقراض، كما يُوجد في الصحراء الغربية في مصر، المحاذية للحدود الليبية، حوالي 3 ملايين لغم من بقايا الحرب العالمية الثانية.

## مواضيع متعلقة
- الحرب العالمية الثانية
- ممر التعمير في الصحراء الغربية

## أعلام
- أبو بكر يونس
- المعتصم القذافي
- معمر القذافي

## وصلات خارجية
- The Libyan Desert
- The complete text and photos of the discoveries of Ahmed Pasha Hassanein in the Libyan Desert, National Geographic Magazine, September 1924